# Nashua (New Hampshire)
Pour les articles homonymes, voir Nashua.
Nashua est une ville américaine du comté de Hillsborough, dans l’État du New Hampshire. Elle est le siège du comté avec Manchester. Lors du recensement de 2010, sa population s’élevait à 86 494 habitants. 
De par sa population, c’est la deuxième ville de l’État après Manchester. Elle est située à la confluence du fleuve Merrimack avec son affluent la Nashua à la frontière de l'État du Massachusetts. Elle fait partie de la mégapole du Grand Boston.

## Économie
BAE Systems y est implanté.

## Transports
Nashua possède un aéroport municipal (Boire Field, code AITA : ASH, du nom de Paul Boire, première victime de la Seconde Guerre mondiale originaire de Nashua).